# Heterophrictus milleti
Heterophrictus milleti là một loài nhện trong họ Theraphosidae.
Loài này thuộc chi Heterophrictus. Heterophrictus milleti được Mary Agard Pocock miêu tả năm 1900.

## Voorkomen
Loài này phân bố ở Ấn Độ.